# Margo van Puyvelde
Margo van Puyvelde (* 21. Dezember 1995) ist eine belgische Sprinterin und Hürdenläuferin, die sich auf die 400-Meter-Distanz spezialisiert hat.

## Sportliche Laufbahn
Erste internationale Erfahrungen sammelte Margo van Puyvelde im Jahr 2017, als sie bei den U23-Europameisterschaften in Bydgoszcz im 400-Meter-Hürdenlauf in 57,12 s den fünften Platz belegte. Anschließend nahm sie an der Sommer-Universiade in Taipeh teil und erreichte dort in 58,47 s Rang sieben. Im Jahr darauf gelangte sie bei den Europameisterschaften in Berlin bis in das Halbfinale, in dem sie aber nicht mehr an den Start gehen konnte. 2019 belegte sie bei den Halleneuropameisterschaften in Glasgow in 3:32,46 min den fünften Platz mit der belgischen 4-mal-400-Meter-Staffel und bei den World Athletics Relays 2021 im polnischen Chorzów wurde sie in 3:37,66 min Siebte. 
2017 wurde van Puyvelde belgische Hallenmeisterin im 400-Meter-Lauf.

## Persönliche Bestzeiten
- 400 Meter: 52,25 s, 14. Juli 2018 in Kortrijk
  - 400 Meter (Halle): 53,73 s, 18. Februar 2017 in Gent
- 400 m Hürden: 55,95 s, 21. Juli 2018 in Heusden-Zolder